# Ashikaga Yoshikatsu
Ashikaga Yoshikatsu (足利 義勝), 19 mars 1434 – 16 août 1443 est le septième des shoguns Ashikaga de la période Muromachi de l'histoire du Japon. Yoshinori était le fils du sixième shogun, Yoshinori Ashikaga et a régné de 1442 à 1443.
Yoshikastu devient Seii Taishogun à l'âge de 8 ans, un an après l'assassinat de son père Yoshinori par Akamatsu Mitsusuke pendant la rébellion de Kakitsu en 1441.
Cependant, Yoshikatsu meurt de maladie l'année suivante et son jeune frère Yoshimasa lui succède en tant que huitième shogun en 1449.